# Potcoava (okręg Călărași)
Potcoava – wieś w Rumunii, w okręgu Călărași, w gminie Independența. W 2011 roku liczyła 852 mieszkańców.